# 10. marinski polk (ZDA)
Za druge 10. polke glejte 10. polk.
10. marinski polk (angleško 10th Marine Regiment) je marinski artilerijski polk Korpusa mornariške pehote ZDA.
Trenutno je v sestavi 2. marinske divizije in II. marinske ekspedicijske sile.

## Organizacija
- Štabna baterija
- 1. bataljon 10. marinskega polka
- 2. bataljon 10. marinskega polka
- 3. bataljon 10. marinskega polka
- 5. bataljon 10. marinskega polka (deaktiviran 1. junija 2012)